# 山田神社 (枚方市山之上)
山田神社（やまだじんじゃ）は、大阪府枚方市山之上にある神社である。旧社格は村社。
素盞嗚尊と稲田姫命を祀る。

## 歴史
元々鎮座地の山之上は片埜神社の氏地であったが、弘安元年（1278年）、社務職の間に不和が起こり、祭祀が滞るようになっていた。片埜神社社務職の一人で、山之上に居住していた田中修理亮藤原朝臣芳秀はそれを憂い、田中山（現在の宮山）を神地として新たに神社を造営、弘安2年（1279年）2月8日、片埜神社から分霊を勧請し山之上神社と称した。
明治6年（1873年）2月10日、田宮村の田宮神社の祭神であった素盞嗚尊を合祀。山之上村と田宮村の頭文字を取って山田神社と改称した。明治41年（1908年）12月7日、「府県社以下神社神饌幣帛料供進ニ関スル件」（明治39年勅令第96号）で定められた神饌幣帛料供進神社に指定された。

## 境内
境内には、本殿、幣殿、拝殿、および末社に春日神社、石神社、稲荷神社があり、覆屋内の中央に本社本殿、本社本殿に向かって左に春日神社本殿、右に石神社本殿がに配される。
- 本殿 - 一間社春日造 こけら葺、宝暦 - 安永ごろ[1]
- 幣殿
- 拝殿
- 土蔵

## 末社
- 春日神社（武甕槌神命、経津主命、天児屋根命、比咩大神） - 一間社流造 こけら葺[1]、建保年間、春日大社より勧請
- 石神社 - 一間社流造 こけら葺[1]、安倍晴明が寛弘元年に藤田の里で修業した時の加持石を、田中修理亮芳秀が祀ったものと伝える。
- 稲荷神社 - 安政2年、伏見稲荷大社より勧請